# Solar Grandjean de Montigny
O Solar Grandjean de Montigny - Museu Universitário PUC-Rio é uma edificação histórica, localizada na Gávea, na cidade do Rio de Janeiro, no Brasil.

## História
Foi construído pelo importante arquiteto Grandjean de Montigny e concluído por volta de 1823. August Grandjean de Montigny chegou ao Brasil em março de 1816 para integrar a Missão Artística Francesa, um grupo de artistas e técnicos franceses, chamados  por D. João VI para desenvolver a indústria e a cultura brasileiras.
O solar serviu como sua residência até sua morte em 1850, sendo habitado posteriormente por outras famílias. Tombado pelo IPHAN em 1938, hoje faz parte do campus da PUC-Rio, transformado em centro cultural. Guarda uma biblioteca com títulos do século XIX e o acervo artístico da instituição.

## Arquitetura
É uma ampla residência em dois pisos de perfil neoclássico, com varandas sustentadas por colunas, uma escadaria monumental na entrada, e cercada por um grande jardim. Foi erguida em uma pequena elevação em meio a um ambiente tropical parcialmente preservado. Possui um porão habitável e a entrada à residência é através de um pórtico cercada de colunas dóricas ao longo da varanda que remete ao tradicional alpendre das fazendas coloniais. Estas colunas dóricas também se repetem simetricamente no primeiro andar. Possui uma planta simétrica, tendo o salão principal com vista para a varanda como entrada.
É uma das raras obras do arquiteto que sobreviveram e constitui um notável testemunho de sua atuação e da adaptação do neoclassicismo ao ambiente brasileiro.